# Destrnik
Destrnik este o localitate din comuna Destrnik, Slovenia, cu o populație de 192 de locuitori.